# Gran Premi de Twitch
| Gran Premi de Twitch          | Gran Premi de Twitch                                           | Gran Premi de Twitch                                           |
| Dades generals                | Dades generals                                                 | Dades generals                                                 |
| ----------------------------- | -------------------------------------------------------------- | -------------------------------------------------------------- |
| Seu                           | Karting Vendrell, El Vendrell (Tarragona)                      | Karting Vendrell, El Vendrell (Tarragona)                      |
| N.º d'edicions                | 1                                                              | 1                                                              |
| Primera edició                | 2022                                                           | 2022                                                           |
| Última edició                 | 2022                                                           | 2022                                                           |
| Organitzador                  | Ibai Llanos Garatea                                            | Ibai Llanos Garatea                                            |
| Major vencedor (pilots)       | Ander Cortés Antonio(1)                                        | Ander Cortés Antonio(1)                                        |
| Major vencedor (constructors) | Equip morat (1)                                                | Equip morat (1)                                                |
| Circuit                       |                                                                |                                                                |
| Tipus i longitud              | Instal·lacions permanents 1,275 quilòmetres (0,79 mi)          | Instal·lacions permanents 1,275 quilòmetres (0,79 mi)          |
| Distància total               | 15 voltes 19,125 quilòmetres (11,85 mi)                        | 15 voltes 19,125 quilòmetres (11,85 mi)                        |
| Resultats (2022)              |                                                                |                                                                |
| Pole position                 |                                                                |                                                                |
| Pilot                         | Nil García                                                     | Nil García                                                     |
| Temps                         | 1:15.311                                                       | 1:15.311                                                       |
| Pòdium                        |                                                                |                                                                |
| Primer                        | Primera carrera: Ander Cortés Antonio Graella inversa: Karchez | Primera carrera: Ander Cortés Antonio Graella inversa: Karchez |
| Segon                         | Primera carrera: Karchez Graella inversa: Ander Cortés Antonio | Primera carrera: Karchez Graella inversa: Ander Cortés Antonio |
| Tercer                        | Primera carrera: Rioboo Graella inversa: Ampeterby7            | Primera carrera: Rioboo Graella inversa: Ampeterby7            |
| Volta més rápida              |                                                                |                                                                |
| Pilot                         | Primera carrera: Ander Cortés Antonio Graella inversa: Karchez | Primera carrera: Ander Cortés Antonio Graella inversa: Karchez |
| Temps                         | Primera carrera: 1:15.865 Graella inversa: 1:15.348            | Primera carrera: 1:15.865 Graella inversa: 1:15.348            |

El Gran Premi de Twitch fou un esdeveniment esportiu de motor creat per l’influenciador, youtuber i locutor d'esports electrònics Ibai Llanos Garatea celebrat al circuit de karts Karting Vendrell, El Vendrell (Tarragona) l'any 2022. L'única edició que s'ha celebrat fou el cap de setmana del 25 al 27 de Febrer, on es van disputar les proves de lliures, la classificació i la carrera.

## Història
El Gran Premi de Twitch es va celebrar per primera vegada al circuit de kart Karting Vendrell el cap de setmana del 25 de febrer al 27 de febrer de 2022. Aquest circuit ha albergat competicions nacionals i internacionals com el Campionat del món de karting o el Campionat d'Espanya de kàrting.
Els orígens d'aquest Gran Premi començaren quan Ibai Llanos Garatea es proposà organitzar una competició de motor amb format Fórmula 1, amb les seves respectives escuderies amb el mateix cap d'escuderia i les mateixes normes i puntuacions que exigeix la categoria reina a escala mundial.
La durada total de la classificació fou de 3 hores 10 minuts i 32 segons, i avui dia compta amb més de 2 milions i mig de visualitzacions a YouTube. La carrera va tenir una durada de 3 hores 5 minuts i 25 segons i disposa d’un total aproximat d'1 milió 800 mil visualitzacions a la plataforma de Google, YouTube. L'stream en directe del Gran Premi de Twitch fou retransmès a la plataforma Twitch de la mà d'Ibai Llanos Garatea, amb la col·laboració especial d'Antonio Lobato Porras i Pedro Martínez de la Rosa i va tenir més de 240 mil espectadors en directe.

## Format
El format utilitzat al Gran Premi de Twitch fou el mateix que el de la competició automobilística Formula 1. La competició es compongué d'11 equips diferenciats per un color diferent amb 2 pilots a cada equip.
La classificació fou composta per tres qualificacions en format eliminació; Q1, Q2, Q3. A la primera qualificació quedaren eliminats els 6 últims classificats amb el pitjor temps. A la segona qualificació quedaren eliminats 5 pilots amb els pitjors temps d'aquesta segona qualificació. A l’última, restaren els 10 millors que competiren per temps per decidir l'ordre de les posicions per a la carrera de l’endemà. El pilot que aconseguí el millor temps, fou recompensat amb la Pole position i sortí en primera posició a la carrera de l’endemà.
Se celebrà també la carrera amb la classificació amb graella inversa, és a dir, l'ordre de classificació de pilots per a la carrera queda invertit i els primers classificats surten des de les últimes posicions de la graella de sortida.
El format de punts del Gran Premi de Twitch segueix el reglament de la Fórmula 1.
| Primer classificat | 25 punts |
| ------------------ | -------- |
| Segon classificat  | 18 punts |
| Tercer classificat | 15 punts |
| Quart classificat  | 12 punts |
| Cinquè classificat | 10 punts |
| Sisè classificat   | 8 punts  |
| Setè classificat   | 6 punts  |
| Vuitè classificat  | 4 punts  |
| Novè classificat   | 2 punts  |
| Desè classificat   | 1 punt   |

Hi ha 1 punt de bonus pel classificat que a la carrera aconsegueixi fer la volta més ràpida sempre i quan acabi entre els 10 primers classificats.

## Participants
Al Gran Premi de Twitch hi varen participar diferents creadors de contingut de les diverses plataformes d'oci d'internet com Twitch o YouTube.
El nombre total de participants fou de 22 Youtubers i Streamers d'arreu d'Espanya i Andorra. Alguns dels participants més reconeguts van ser els Youtubers Xokas, Ampeterby7, Ander Cortés Antonio o Spursito.
Xokas, però, va patir una lesió al canell durant l’escalfament que li va impedir participar en les carreres de qualificació i posteriorment de les carreres finals.

## Sorteig caps d’equip
Per decidir les escuderies es van dur a terme dos sortejos. El primer va ser per formar les parelles pels equips i el va fer l'Ibai en un directe uns dies abans de l'esdeveniment. El segon era per repartir els caps d'escuderia i el van dur a terme Ibai, BarbeQ i Pedro de la Rosa moments abans de començar l'escalfament.
| Parelles              | Cap d'escuderia    |
| --------------------- | ------------------ |
| Suzyroxx i Pandarina  | ElReyGuiri         |
| Elisawaves i Mayichi  | Saxo Gaming        |
| Carola i Ampeter      | Jaime Alguersuari  |
| Karchez i Siro        | Víctor Abad        |
| Selis 13 i Xokas      | Knekro             |
| Nia i Amph            | Stradi             |
| Reven i Nanclares     | Fons               |
| Lazypopa i Nil Garcia | Photoracer         |
| Ander i Reborn        | JaramaFan          |
| Rioboo i Axozer       | Cristina Gutiérrez |
| Bloop i Spursito      | Rodiber            |

## Qualificació

### Q1
Després de la baixa inesperada del Xokas per un cop a la mà dreta, la Q1 va canviar el reglatge i competiren 21 dels 22 participants. A causa d’aquest inconvenient, només passaren els 15 primers participants amb els millors temps a la Q2.
Els primers temps destacables foren els de Nil García que es col·locà en primera posició després de firmar una volta de 1:15.903. El varen seguir Karchez amb 1:17.226 i Nanclares amb 1:17.765. L’últim minut de Q1 fou el més interessant, en què Ander va marcar un temps de 1:16.589 i es col·locà en segona posició i Mayichi entrà com a última classificada per a la Q2 fent un temps d’1:24.769 deixant fora Pandarina. Fou una primera qualificació molt atractiva, amb moltes infraccions.

### Q2
Amb els primers 6 desqualificats, la Q2 començà amb els 15 participants restants amb molta intensitat. Això suposà un entrebanc al principi de la qualificació perquè, després de fer una pausa de 10 minuts, els pneumàtics estaven freds altre cop i no disposaven d’una bona adherència a la pista.
Dos minuts després de començar, Siro dugué a terme una parada en una ubicació bastant perillosa per treure’s un objecte estrany que li havia entrat a l’ull. Aquesta parada fora de la normativa li costà una penalització més endavant. Poc temps després aparegueren els primers temps, marcats per Nanclares, Karchez i Ander, tots rondant l’1:17.000.
A l’última volta, Suzyroxx, que estava en la posició 12 i, per tant, quedava fora de la Q3, va aconseguir fer un millor temps que el novè (Reven), creuant la línia de meta amb un temps d’1:20.428, deixant així fora a Spursito, que havia finalitzat la seva última volta en 1:20.541.

### Q3
Amb els 10 últims classificats per a la Q3, varen arribar els primers temps, Karchez, Ander i Nil García es posicionaren en les primeres posicions establint temps per sota de l:16.000. Quan faltaven dos minuts per finalitzar la Q3, Nil García es posicionà primer després de marcar la volta més ràpida de tota la qualificació amb un temps d’1:15.311 i aconseguí la Pole position. Ander va quedar-se a prop de Nil García, amb un temps d’1:15.522 que no va ser suficient per obtenir la primera posició. Karchez, finalment, va ser tercer, amb un temps d’1:15.825.
En última posició de la tercera qualificació va quedar Reven, que no va poder seguir un bon ritme, i obtingué un temps d’1:24.239 molt superior que els temps aconseguits a les qualificacions anteriors.
| Pos. | No. | Pilot      | Color   | Temps    | Temps    | Temps    | Graella |
| Pos. | No. | Pilot      | Color   | Q1       | Q2       | Q3       | Graella |
| --- | --- | ---------- | ------- | -------- | -------- | -------- | ------- |
| 1 |     | Nil Garcia | Blau    | 1:15.903 | 1:15.952 | 1:15.311 | 6       |
| 2 |     | Ander      | Lila    | 1:16.589 | 1:15.967 | 1:15.522 | 1       |
| 3 |     | Karchez    | Taronja | 1:17.226 | 1:16.082 | 1:15.825 | 2       |
| 4 |     | Nanclares  | Vermell | 1:17.765 | 1:16.061 | 1:15.921 | 3       |
| 5 |     | Rioboo     | Negre   | 1:17.910 | 1:17.049 | 1:16.049 | 4       |
| 6 |     | Carola     | Verd    | 1:19.541 | 1:18.463 | 1:16.990 | 5       |
| 7 |     | Ampeter    | Verd    | 1:18.970 | 1:17.981 | 1:17.623 | 7       |
| 8 |     | Bloop      | Gris    | 1:20.442 | 1:19.380 | 1:18.596 | 8       |
| 9 |     | Suzyroxx   | Rosa    | 1:24.197 | 1:20.428 | 1:20.960 | 9       |
| 10 |     | Reven      | Vermell | 1:21.601 | 1:20.479 | 1:24.239 | 10      |
| 11 |     | Spursito   | Gris    | 1:23.314 | 1:20.541 | N/A      | 11      |
| 12 |     | Axozer     | Negre   | 1:22.808 | 1:21.952 | N/A      | 12      |
| 13 |     | Mayichi    | Groc    | 1:24.796 | 1:23.176 | N/A      | 20**    |
| 14 |     | Reborn     | Lila    | 1:24.132 | 1:23.882 | N/A      | 13      |
| 15 |     | Siro       | Taronja | 1:24.692 | 1:24.049 | N/A      | 19*     |
| 16 |     | Nia        | Blanc   | 1:24.894 | N/A      | N/A      | 14      |
| 17 |     | Pandarina  | Rosa    | 1:25.190 | N/A      | N/A      | 15      |
| 18 |     | Selis      | Marró   | 1:27.162 | N/A      | N/A      | 16      |
| 19 |     | Amph       | Blanc   | 1:30.024 | N/A      | N/A      | 17      |
| 20 |     | Elisawaves | Groc    | 1:32.913 | N/A      | N/A      | 21**    |
| 21 |     | Lazypopa   | Blau    | 1:39.070 | N/A      | N/A      | 18      |
| 22 |     | Xokas      | Marró   | N/A      | N/A      | N/A      | 22**    |
| *Sanció (Nil Garcia) per col·lisionar per l'esquena amb Mayichi *Sanció (Siro) per col·lisionar amb les rodes de seguretat i enviar-les contra un altre participant **Baixa per problema mèdic |     |            |         |          |          |          |         |

## Infraccions
Nil rebé una penalització de 5 posicions en la sortida de la primera carrera per impactar per darrera amb el kart número 4.
Siro López, per dues infraccions, rebé una sanció de 5 posicions a la graella de sortida de la cursa. Una infracció fou col·lidir contra la barrera de pneumàtics amb intenció d’evitar xocar amb un comissari del circuit i amb un kart que havia sortit de traçada. Aquesta col·lisió envià un pneumàtic contra una altra participant, Mayichi, que no va poder participar en la carrera per culpa d’una lesió de coll causada per aquest accident. La segona infracció fou establir una parada en una ubicació perillosa per treure’s un objecte estrany que li havia entrat a l’ull. Direcció de carrera, després d'una polèmica discussió amb Siro López, determinà que hauria de tenir una sanció de 5 posicions, amb la qual quedaria a final de graella tenint en compte que dels 22 participants, en carrera només participaren 19. Però la polèmica no és només la penalització de Siro sinó que, un cop fan efectiva la penalització, Siro amenaçà Pedro de la Rosa (en to humorístic) dient-li treballo a la COPE i ja pots comentar l'F1 bé a DAZN o si no et cauran pals per part de COPE.
Direcció de carrera formada per Ibai, Lobato i Pedro de la Rosa, després de veure amb deteniment els incidents durant la jornada de classificació, determinaren dues infraccions.
Amb aquestes sancions efectives la graella de sortida va quedar de tal manera:
| Posició | Pilot      | Equip   |
| ------- | ---------- | ------- |
| 1       | Ander      | Lila    |
| 2       | Karchez    | Taronja |
| 3       | Nanclares  | Vermell |
| 4       | Rioboo     | Negre   |
| 5       | Carola     | Verd    |
| 6       | Nil Garcia | Blau    |
| 7       | Ampeter    | Verd    |
| 8       | Bloop      | Gris    |
| 9       | Suzyroxx   | Rosa    |
| 10      | Reven      | Vermell |
| 11      | Spursito   | Gris    |
| 12      | Axozer     | Negre   |
| 13      | Reborn     | Lila    |
| 14      | Nia        | Blanc   |
| 15      | Pandarina  | Rosa    |
| 16      | Selis      | Marró   |
| 17      | Amph       | Blanc   |
| 18      | Lazypopa   | Blau    |
| 19      | Siro       | Taronja |
| 20      | Mayichi    | Groc    |
| 21      | Elisawaves | Groc    |
| 22      | Xokas      | Marró   |

## Carreres

### Primera carrera
Després d’una sanció de 5 posicions imposada a Nil García, Ander va soritr en primera posició. Les primeres voltes va haver-hi un domini per part d’Ander que aconseguí escapar-se dels seus perseguidors.
Les primeres incidències arribaren a la tercera volta, en la qual Reborn sortí de la pista i provocà la primera bandera groga de la carrera. Ander imposà la seva conducció seguida de Nanclares i Rioboo. Després d’un error de Nanclares que sortí de pista a la sisena volta i un avançament de Karchez sobre Nil García, les primeres posicions quedaven definides.
Altres incidents que es van ocasionar foren a la volta número 8, quan Spursito sortí de pista i travessà la gespa contínua a la pista i botà amb el seu kart a la corba número 1 per manca de tracció en el seu monoplaça.
A la novena volta se celebrà una de les més interessants lluites en les primeres posicions, en què participaren Rioboo, Karchez i Nil García. Karchez tractà d’avançar Rioboo amb el seu kart, però tingueren un incident que impedí aquesta maniobra. Nil García aprofità aquesta col·lisió i tractà d’avançar Karchez a la següent corba. A la desena volta els tres pilots començaren a disputar-se les primeres places. Ander mostrà una superioritat respecte als seus perseguidors i aconseguí escapar-se. Karchez tractà d’avançar Rioboo en una corba on s'ajuntaren quatre pilots, un d’ells doblat. Nil García aprofità la maniobra per avançar Karchez a la corba, però es tocà amb aquest i patí un incident que el deixà sense possibilitats de lluitar pel pòdium.
Finalment, a la volta número onze Karchez pogué avançar Rioboo i obtinguí la segona posició momentània de la carrera.
Les últimes voltes definiren les posicions finals de la carrera. Ander arribà en primera posició, Karchez finalment finalitzà segon, després d’una intensa i treballada carrera i Rioboo passà la línia de meta en tercera posició.

### Graella inversa
Després de 45 minuts de descans i amb les posicions finals de la carrera anterior invertides, tot just començà la segona cursa, diversos pilots van acabar fora del circuit, probablement pel fet que les rodes havien perdut temperatura i, per tant, adherència i no ho tingueren en compte. Entre els pilots que van quedar fora del circuit es trobava Nil Garcia, un dels preferits, que va quedar en última posició durant el principi a causa d’això. Mentre la resta de participants patiren al principi, els altres 4 millor classificats en la primera carrera, Rioboo, Karchez, Ander i Nanclares, van avançar posicions amb molt d'ímpetu.
Nil Garcia s'esforçà molt i va aconseguir millors posicions fins a arribar a la novena posició, però això no li va permetre pujar al pòdium.
Després d’unes voltes amb molta emoció i incertesa, Ander i Karchez, que quedaren primer i segon respectivament en la primera carrera, obtingueren tornar a les mateixes posicions però invertides. Karchez obtingué la primera posició durant la vuitena volta, mentre que a Ander li resultà més costós obtenir la segona posició, que arribà en la penúltima volta. Karchez obtingué el millor temps en la segona volta amb 1:15.400, però el millorà encara més en l’última volta, fent 1:15.348, assegurant-se així el punt addicional per aconseguir la volta ràpida i empatar en punts a Ander.

### Desempat
Després dels resultats de la primera carrera i de la carrera amb graella inversa, Ander i Karchez es trobaren igualats en punts. No tan sols en punts de conductors sinó que també en punts d'equip. Després d'una roda de premsa, Karchez acceptà fer un desempat a una única volta. Una polèmica acció de Karchez fent esperar la graella el seu rival Ander. Actuà d’aquesta manera perquè els pneumàtics perdessin la temperatura que agafaren anteriorment. Fou una volta amb 25 corbes on Karchez no aconseguí avançar el seu rival Ander i amb aquest resultat l’integrant de l’equip lila es proclamà campió del Gran Premi de Twitch.
| Posició | Pilot      | Equip   | Millor volta | Primera carrera | Carrera inversa | Desempat | Punts totals |
| ------- | ---------- | ------- | ------------ | --------------- | --------------- | -------- | ------------ |
| 1       | Ander      | Lila    | 1:15.693     | 26              | 18              | -        | 44           |
| 2       | Karchez    | Taronja | 1:15.348     | 19              | 25              | +00.853  | 44           |
| 3       | Rioboo     | Negre   | 1:15.514     | 15              | 12              | N/A      | 27           |
| 4       | Nanclares  | Vermell | 1:15.830     | 12              | 10              | N/A      | 22           |
| 5       | Ampeter    | Verd    | 1:16.994     | 4               | 15              | N/A      | 19           |
| 6       | Spursito   | Gris    | 1:17.126     | 8               | 6               | N/A      | 14           |
| 7       | Nil Garcia | Blau    | 1:15.727     | 10              | 2               | N/A      | 12           |
| 8       | Bloop      | Gris    | 1:17.190     | 6               | 4               | N/A      | 10           |
| 9       | Carola     | Verd    | 1:17.610     | 2               | 8               | N/A      | 10           |
| 10      | Reven      | Vermell | 1:18.675     | 0               | 1               | N/A      | 1            |
| 11      | Axozer     | Negre   | 1:18.856     | 1               | 0               | N/A      | 1            |
| 12      | Suzyroxx   | Rosa    | 1:19.989     | 0               | 0               | N/A      | 0            |
| 13      | Nia        | Blanc   | 1:20.318     | 0               | 0               | N/A      | 0            |
| 14      | Selis      | Marró   | 1:20.467     | 0               | 0               | N/A      | 0            |
| 15      | Reborn     | Lila    | 1:21.337     | 0               | 0               | N/A      | 0            |
| 16      | Pandarina  | Rosa    | 1:21.402     | 0               | 0               | N/A      | 0            |
| 17      | Siro       | Taronja | 1:23.318     | 0               | 0               | N/A      | 0            |
| 18      | Amph       | Blanc   | 1:24.478     | 0               | 0               | N/A      | 0            |
| 19      | Lazypopa   | Blau    | 1:40.585     | 0               | 0               | N/A      | 0            |
| 20      | Mayichi    | Groc    | N/A          | 0               | 0               | N/A      | 0            |
| 21      | Elisawaves | Groc    | N/A          | 0               | 0               | N/A      | 0            |
| 22      | Xokas      | Marró   | N/A          | 0               | 0               | N/A      | 0            |

## Guanyadors
El guanyador del Gran Premi de Twitch fou Ander amb un total de 44 punts. El segon classificat fou Karchez amb la mateixa quantitat de punts, però acceptà i perdé el desempat amb Ander i finalitzà en segona posició. El tercer classificat fou Rioboo, que finalitzà el Gran Premi de Twitch amb un total de 27 punts.
L’equip guanyador del Gran Premi de Twitch fou l’equip lila, compost per Ander, Reborn i el cap d’equip JaramaFan que foren molt regulars durant tot el cap de setmana. La segona posició l’ocupà l’equip taronja compost per Siro López i Karchez, amb el cap d’equip Víctor Abad. La tercera posició fou per l’equip verd, format per Ampeterby7 i Carola, i com a cap d’equip Jaime Alguersuari que van esdevenir molt regulars en ambdues carreres.

## Premis
Els guanyadors foren guardonats amb una medalla com a reconeixement i una ampolla de cava amb què pogueren celebrar les seves respectives posicions al pòdium.